# Kathleen Lake
Kathleen Lake är en sjö i Kanada.   Den ligger i territoriet Yukon, i den västra delen av landet, 4 300 km väster om huvudstaden Ottawa. Kathleen Lake ligger 754 meter över havet.
Trakten runt Kathleen Lake är nära nog obefolkad, med mindre än två invånare per kvadratkilometer.